# Eleutherococcus higoensis
Eleutherococcus higoensis är en araliaväxtart som först beskrevs av Sumihiko Hatusima, och fick sitt nu gällande namn av Hideaki Ohba. Eleutherococcus higoensis ingår i släktet Eleutherococcus och familjen Araliaceae. Inga underarter finns listade.